# Лимонена тетра
Лимонената тетра (Hyphessobrycon pulchripinnis) е вид тропическа сладководна риба от семейство Харациди.

## Описание
Това са малки рибки достигащи на дължина до 5 cm. Имат странично сплескано тяло с яйцевидна форма. Оцветени са в сиво- до лимонено-жълто със сребрист блясък. Горната част на дъговата обвивка на очите е кървавочервена, а плавниците им са жълтозелени и прозрачни.

## Разпространение и местообитание
Видът е разпространен във водите на река Амазонка в Южна Америка. Придържат се към средните слоеве на водата, а понякога се крият между растенията.